# 지품국민학교 낙평분교
지품국민학교 낙평분교는 대한민국 경상북도 영덕군에 있었던 공립 초등학교이다.

## 학교 연혁
- 일자미상 낙평국민학교 설립 인가
- 1958년 4월 1일 낙평국민학교 개교
- 1992년 3월 1일 지품국민학교 분교장 격하 편입
- 1995년 3월 1일 폐교 및 지품국민학교 통폐합

## 참고 자료
- 지품국민학교낙평분교장 - 한국교육학술정보원 학교알리미